# Bourletiella coalingaensis
Bourletiella coalingaensis är en urinsektsart som beskrevs av Jerry Allen Snider 1978. Bourletiella coalingaensis ingår i släktet Bourletiella och familjen Bourletiellidae. Inga underarter finns listade.